# Muralla gala

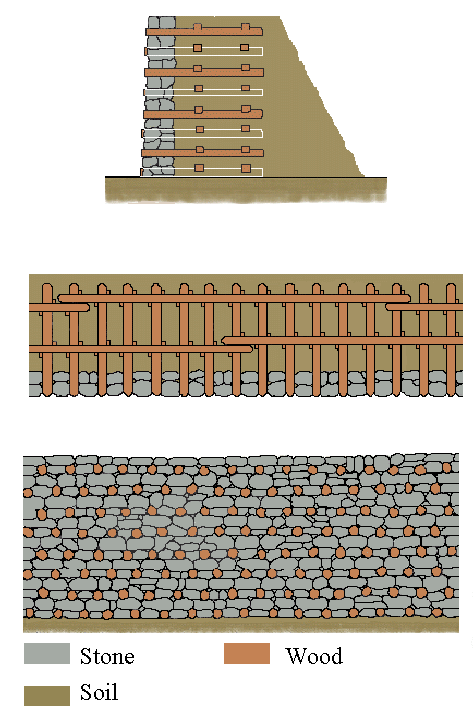
Estructura de un murus gallicus a partir de piedras (gris), madera (marrón) y tierra (oliva)

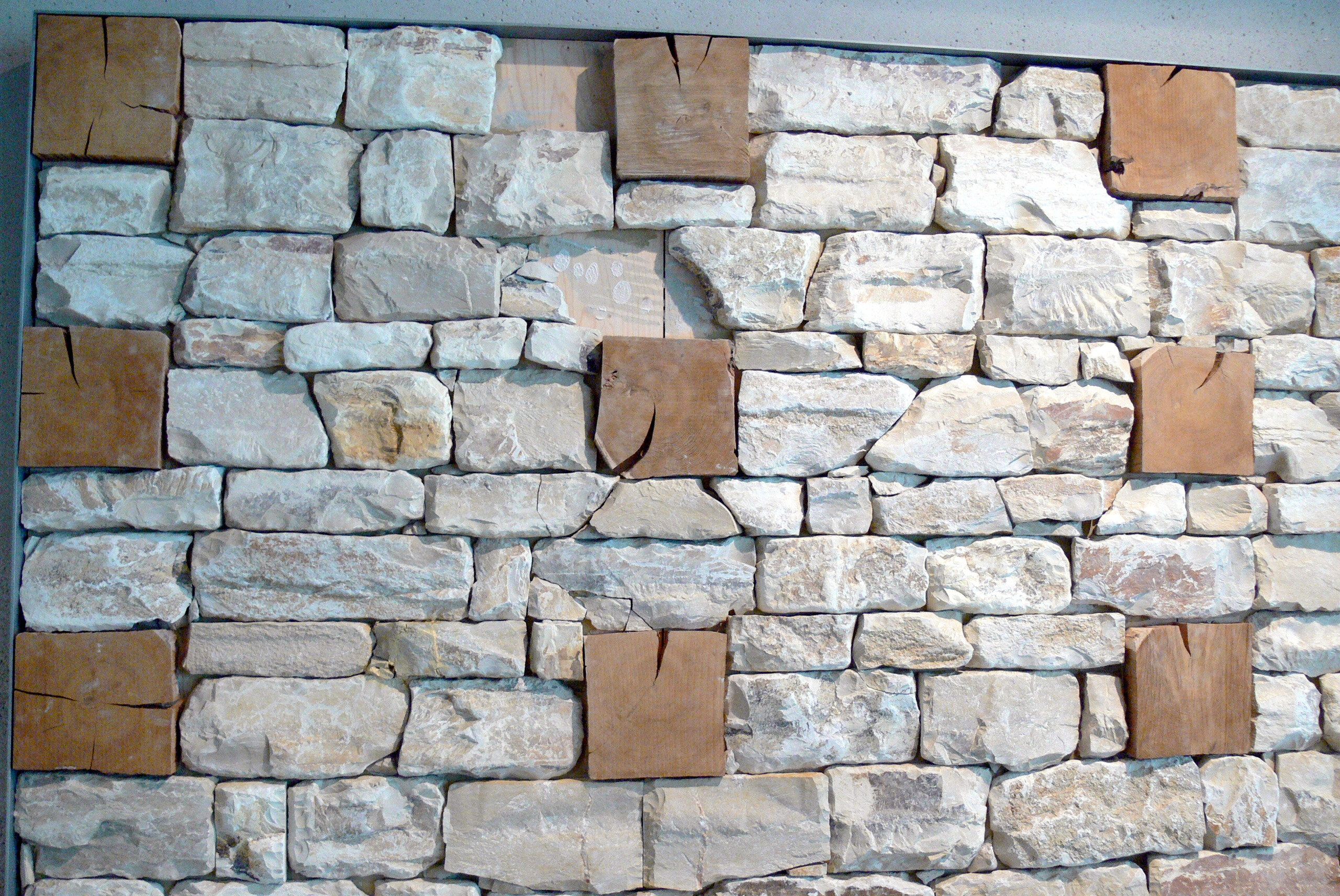
Reconstrucción de una sección de murus gallicus en Manching

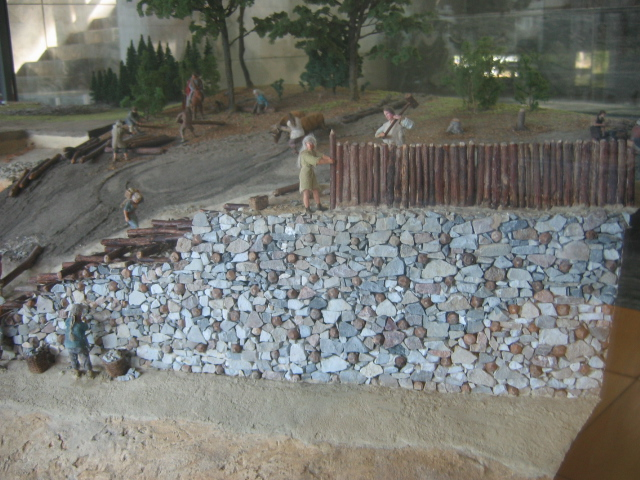
Maqueta mostrando la construcción de un murus gallicus (Bibracte, Francia).

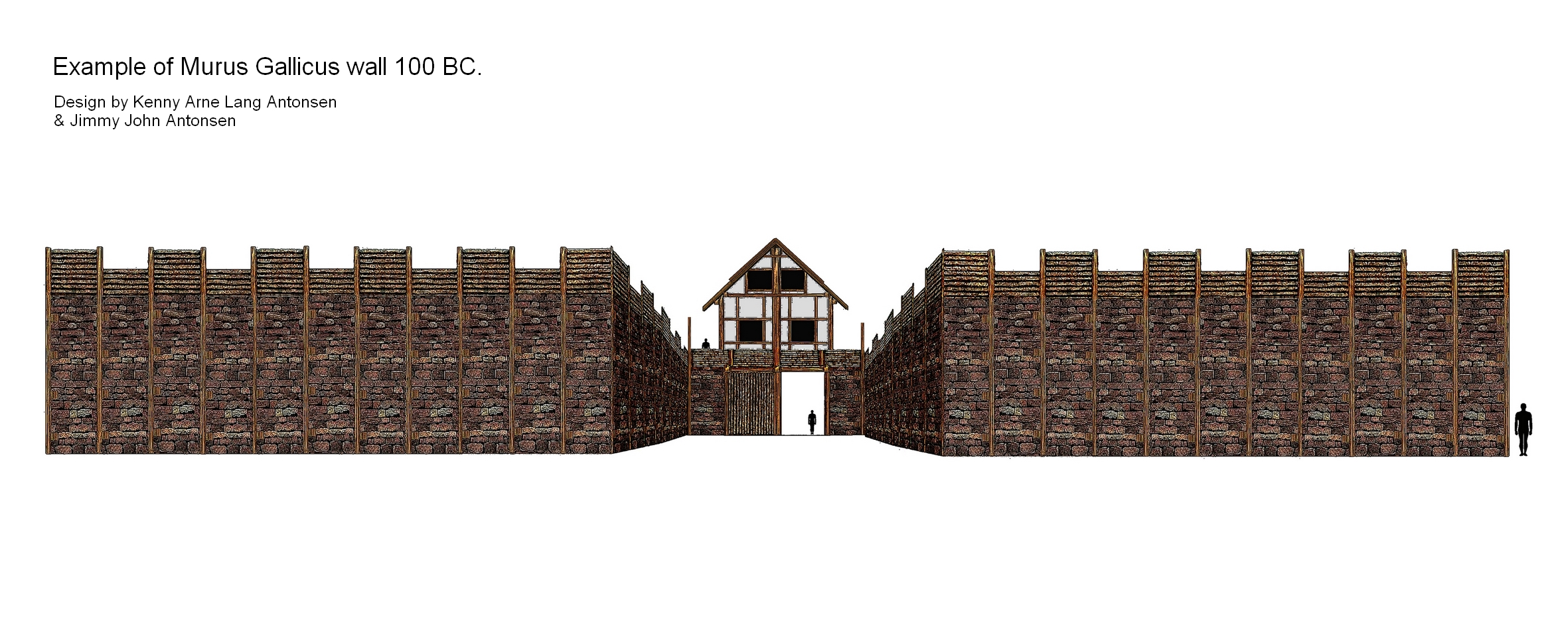
Reconstrucción artística de un murus gallicus típico de

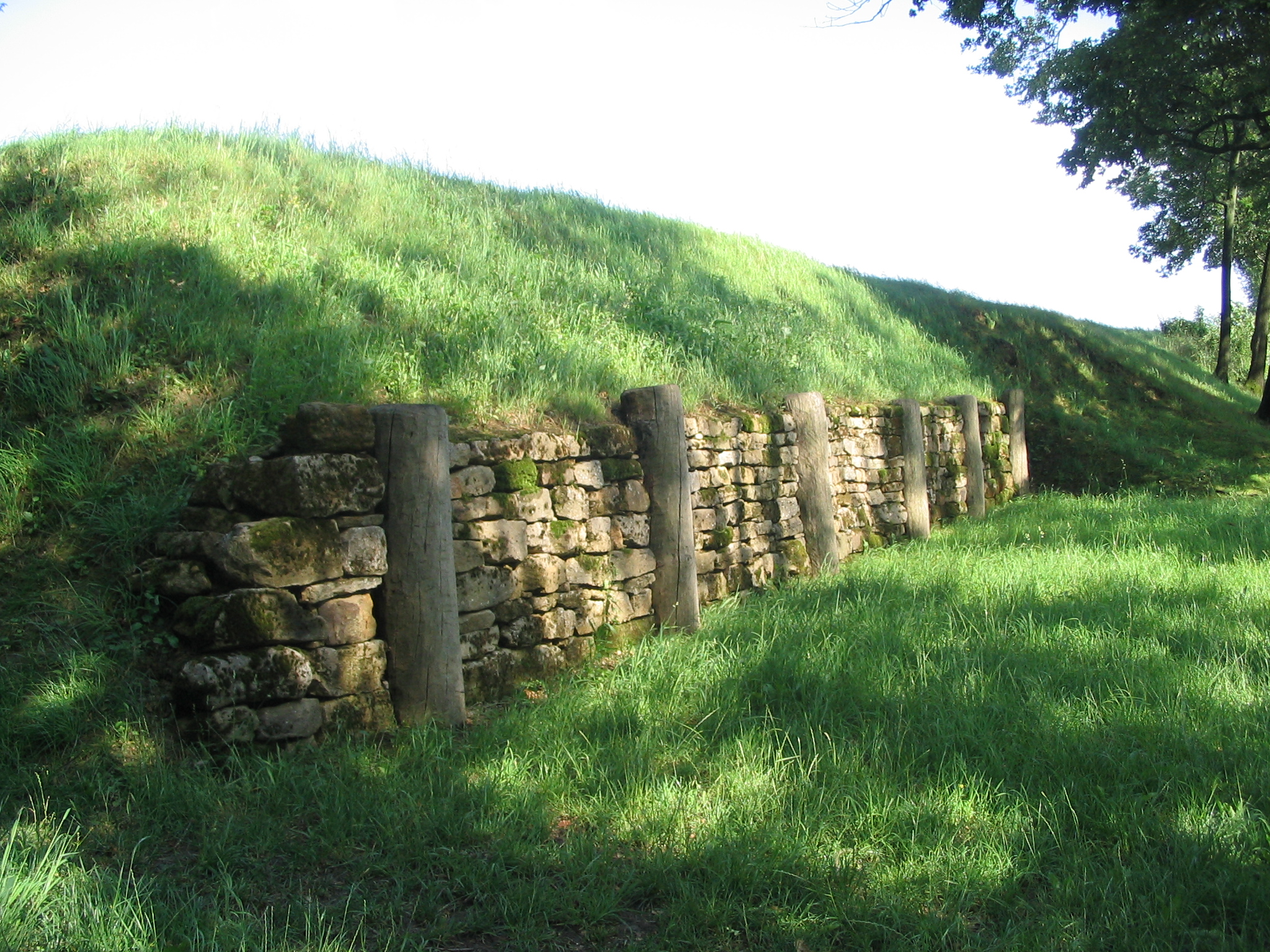
Reconstrucción del muro tipo Pfostenschlitzmauer en Burgstall (Finsterlohr)

El término muralla gala (en latín murus gallicus) hace alusión a un método de construcción de murallas propio de la Europa Occidental utilizado en los poblados fortificados de la Edad del Hierro y los oppida del periodo de La Tène. Su estructura interior consistía en vigas de madera entrecruzadas transversalmente a intervalos de 2 pies (60 centímetros), reforzadas con maderos longitudinales dispuestos sobre las mismas, y unidos a ellas mediante juntas de rebaje, clavos o púas de hierro a través de agujeros barrenados. Las caras exteriores quedaban reforzadas por un revestimiento de piedra que dejaba a la vista los extremos de las vigas. Esta técnica fue descrita por Julio César en sus Comentarios sobre la guerra de las Galias.
Se han hallado unas 30 estructuras de este tipo, principalmente en el territorio de la Galia, aunque también se documentan en los cursos altos del Rin y del Danubio. Destaca el fuerte promontorio situado en Le Camp d'Artus ("El Campo de Arturo") en Huelgoat, que fue excavado y documentado por Mortimer Wheeler.
La muralla gala contrasta con otros tipos de construcciones defensivas, como el pfostenschlitzmauer, típico de la Europa Central y caracterizado por el uso de postes verticales de madera en la cara externa del muro; y la muralla dacia, donde una doble pared de piedra era reforzada con vigas internas de madera dispuestas horizontalmente. En el oppidum de Manching puede apreciarse una temprana muralla gala reformada en el estilo pfostenschlitzmauer.

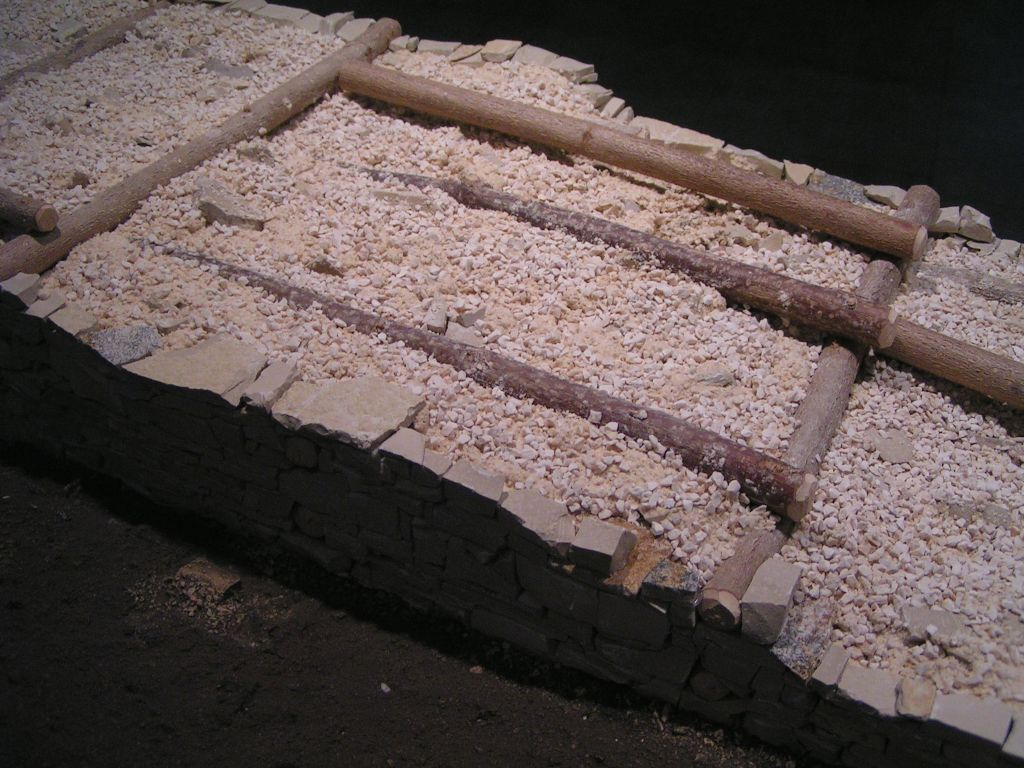
Modelo de un murus gallicus (principio de construcción del muro del castillo en Kempfeld)
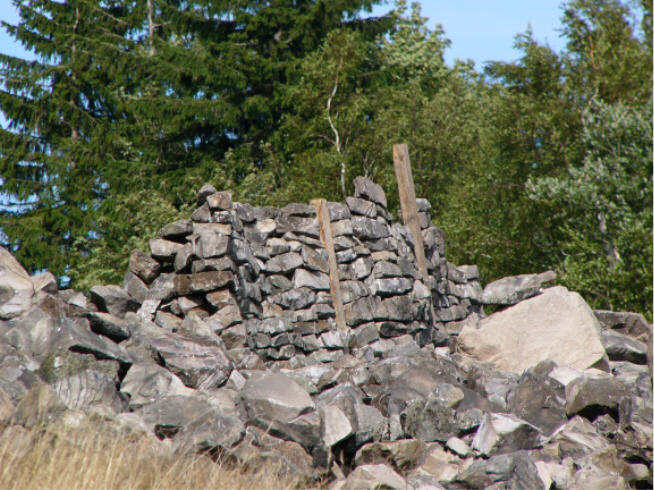
Sección reconstruida de una fortificación celta en Milseburg
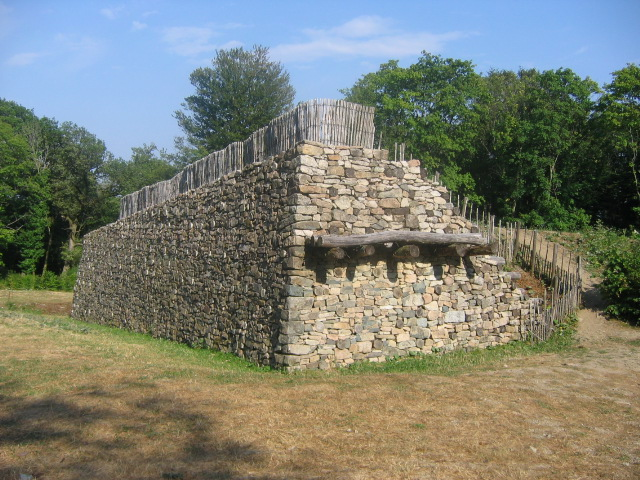
Reconstrucción en Bibracte de la antigua puerta del Rebout, con un Murus gallicus
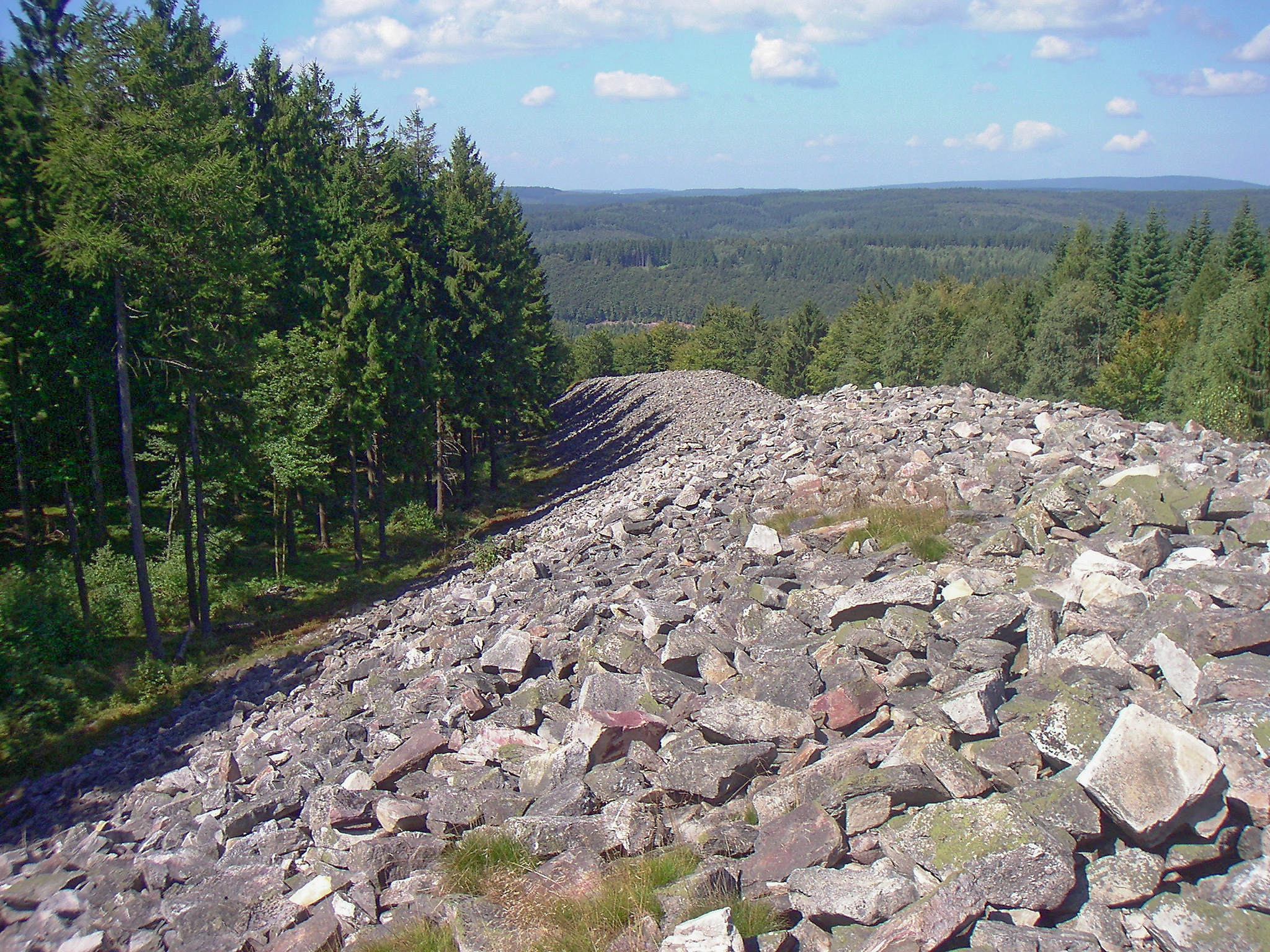
Los restos del murus gallicus de las instalaciones de Otzenhausen, de aproximadamente 25 m de alto y ancho